# 南村侑広
南村 侑広（みなみむら ゆうこう、1917年4月17日 - 1990年4月17日）は、大阪府出身のプロ野球選手（内野手、外野手）・コーチ、解説者。旧名は不可止（ふかし）。

## 経歴
旧制市岡中学時代は投手で、京都商業の沢村栄治とも投げ合った。早稲田大学では打者に専念し、黒色に塗ったバットを使い、黒バットの南村として人気を博した。東京六大学リーグ通算69試合出場、197打数51安打、打率.259。1938年春季と1939年春季の2回首位打者を獲得する。大学卒業後に三井信託銀行に就職し、神奈川県横浜市にあった野球クラブ「横浜金港クラブ」でプレーをしていた。
1950年に新規結成された西日本パイレーツの監督で早大の先輩でもあった小島利男に勧誘され、32歳にして銀行員からプロ野球選手に転身する。いずれは監督にするとの条件があったという。一塁・二塁・三塁と内野の複数ポジションをこなす一方、並みいるプロ野球経験者をよそに新人ながら4番打者を務め、打率.300、11本塁打、59打点を記録する。初本塁打は開幕3戦目、3月14日の巨人戦（熊本水前寺）で先発の中尾碩志から放つ。一時病気で離脱した期間もあったが、最終的にはセ・リーグの新人打撃王のタイトルを取った。
1951年には西日本の球団消滅により読売ジャイアンツに移籍。旧所属球団の西日本（セ・リーグ所属）がパ・リーグの西鉄クリッパースと合併しようとしたことから、巨人が「西日本の選手の保有権はセ・リーグにある」という主張をする。好人物であった南村は巨人と西鉄の両方に勧誘されてそれぞれ応諾してしまい、両チームと何重にも契約を交わしたともされる。その後、南村は熱海に身を隠すなどして、結局巨人に入団、契約金100万円、給料は8万円であったという。
巨人では6番・右翼手のレギュラーとなって、打率.283、62打点をマークし、同じ西日本から移籍した平井正明と共に、巨人の両リーグ分裂後の初優勝に貢献した。南村自身の打撃もさることながら、これに刺激を受けた川上哲治・千葉茂の奮起が実に大きかったと、監督の水原茂が後に語っている。また同年の日本シリーズでは、第1戦に先制二塁打を放つと、1,2戦で6打数6安打の固め打ちで、シリーズを通して16打数9安打の打率.563を記録して、最高殊勲選手を獲得した。なおこの打率は1966年に柴田勲（.565）に破られるまで日本シリーズ記録であった。1952年と1953年は宇野光雄とともに主に5番または6番を打って、2年連続で外野手のベストナインを獲得し、1952年には打率.315でリーグ4位につけている。1954年に名前を不可止から侑広に改名し、同年から1955年にかけては3番打者を務めた。1956年になると宮本敏雄らの台頭もあって出場機会が減少し、1957年に40歳で現役を引退。
引退後は日本テレビ・ラジオ関東解説者（1958年 - 1963年）を務め、日本テレビの解説者に迎えられた1958年の正月、夜に鎌倉の材木座にある自宅の風呂の中で「佐渡おけさ」を歌って発声練習をしていた。また、1959年の天覧試合でも日本テレビで解説を務めている。古巣・巨人で一軍コーチ（1964年）→ヘッドコーチ（1965年 - 1966年）→二軍打撃コーチ（1967年）などを歴任した後、2度目の日本テレビ・ラジオ関東解説者（1968年 - 1973年）を経て、1974年には三原脩球団社長の下で日本ハムファイターズのフロントに入って広報担当となり、寮長・査定係などを務めた後、1984年退団。
1990年4月17日死去、73歳没。奇しくも生没同日であった。

## 選手としての特徴
- バットを短めに持って打席の最前方に立ち、オープンスタンスからコースに逆らわず左右に打ち分けるバッティングスタイルであった[3]。特にシュート打ちがうまく、内角に食い込んでくるボールに対して、バットを腰に付けて脇を締めて腰から振り抜き、押っつけながら右中間へ持って行く打法を身につけていた[5][10]。シュート打ちのうまさは山内一弘と双璧をなした[11]。
- 守備は打撃ほど得意ではなく、打球を追いかける際に両腕を前後に振らず、左手を前に右手を後ろに固定したまま走っていたという[12]。
- 巨人がリードされている試合の7回の攻撃になると、南村が鋭く渋い声で放つ「時間だよ、行こうぜ」とのかけ声をきっかけに、巨人が逆転することがしばしばあった[13]。

## エピソード
- 剽軽な明るい人柄で、皆から愛された。また、川上哲治と気脈を通じ、しばしば打撃に関して議論を戦わせていた[14]。
- 南村の人柄の良さは広く知られ、1951年の「ベースボールニュース1月1日号」では、「野心もなければ、打算もなく、また功利的でもない生来の楽天的な気持が、つねにボールと取り組んでも発揮されている」と書かれた。入団時の新人紹介では、愛読書は論語でベートーヴェンを聴きながらリプトンを飲むのが好きと書いた記事もあった[1]。
- 麻雀が大好きで、高い手を狙うタイプだった。ある時、何でもないフライを落球して失点したため、水原茂監督に「どうしたんだ」と怒られた際に、南村は「飛んできた打球がパイパン（麻雀牌の白）に見えた」と答え、野球プレー中に麻雀のことを考えていたのか、と大笑いになった[5]。麻雀の腕は悪くないが勝負には弱く、同僚の別所毅彦に大負けして1ヶ月の負けが12万円に達した（当時の南村の月給が10万円ほど）、あるいは別所が南村と藤本英雄から勝った金で自宅を建て増しして『南藤の間』と名付けたなどの逸話がある[12]。
- 偏食家で、魚をほとんど食べなかった一方、コーヒーを好み四六時中ブラックコーヒーをがぶ飲みしていたという[13]。
- 現役時の背番号は1で、南村の次に背番号1を着用したのが王貞治であった。その王の入団発表の際に、南村の背番号1のユニフォームが用意されたが、細身の南村と比べ体躯の太い王には、そのユニホームが合わなかったという一幕もあった。

## 詳細情報

### 年度別打撃成績
| 年 度     | 球 団     | 試 合 | 打 席 | 打 数 | 得 点 | 安 打 | 二 塁 打 | 三 塁 打 | 本 塁 打 | 塁 打 | 打 点 | 盗 塁 | 盗 塁 死 | 犠 打 | 犠 飛 | 四 球 | 敬 遠 | 死 球 | 三 振 | 併 殺 打 | 打 率 | 出 塁 率 | 長 打 率 | O P S |
| --------- | --------- | ----- | ----- | ----- | ----- | ----- | -------- | -------- | -------- | ----- | ----- | ----- | -------- | ----- | ----- | ----- | ----- | ----- | ----- | -------- | ----- | -------- | -------- | ----- |
| 1950      | 西日本    | 96    | 404   | 377   | 72    | 113   | 13       | 9        | 11       | 177   | 55    | 34    | 13       | 1     | --    | 25    | --    | 1     | 30    | 10       | .300  | .345     | .469     | .814  |
| 1951      | 巨人      | 113   | 456   | 407   | 59    | 115   | 14       | 3        | 5        | 150   | 62    | 23    | 7        | 2     | --    | 45    | --    | 2     | 27    | 3        | .283  | .357     | .369     | .725  |
| 1952      | 巨人      | 115   | 487   | 441   | 72    | 139   | 21       | 3        | 8        | 190   | 76    | 18    | 8        | 4     | --    | 40    | --    | 2     | 20    | 7        | .315  | .375     | .431     | .806  |
| 1953      | 巨人      | 123   | 507   | 459   | 64    | 127   | 21       | 1        | 5        | 165   | 49    | 19    | 7        | 18    | --    | 27    | --    | 3     | 24    | 8        | .277  | .321     | .359     | .681  |
| 1954      | 巨人      | 125   | 520   | 466   | 57    | 133   | 16       | 2        | 7        | 174   | 61    | 18    | 8        | 9     | 7     | 34    | --    | 4     | 32    | 10       | .285  | .339     | .373     | .713  |
| 1955      | 巨人      | 105   | 371   | 330   | 34    | 83    | 9        | 2        | 2        | 102   | 30    | 13    | 2        | 11    | 4     | 25    | 0     | 1     | 29    | 12       | .252  | .306     | .309     | .615  |
| 1956      | 巨人      | 63    | 111   | 94    | 8     | 22    | 6        | 1        | 0        | 30    | 13    | 2     | 2        | 5     | 0     | 11    | 0     | 1     | 10    | 2        | .234  | .327     | .319     | .646  |
| 1957      | 巨人      | 34    | 45    | 42    | 1     | 8     | 1        | 0        | 1        | 12    | 11    | 1     | 0        | 1     | 0     | 1     | 1     | 1     | 5     | 2        | .190  | .227     | .286     | .513  |
| 通算：8年 | 通算：8年 | 774   | 2901  | 2616  | 367   | 740   | 101      | 21       | 39       | 1000  | 357   | 128   | 47       | 51    | 11    | 208   | 1     | 15    | 177   | 54       | .283  | .339     | .382     | .722  |

### 表彰
- ベストナイン：2回 （外野手部門：1952年、1953年）
- 日本シリーズMVP：1回 （1951年）

### 記録
- オールスターゲーム出場：3回 （1952年 - 1954年）

### 背番号
- 1 （1950年 - 1957年）
- 75 （1964年 - 1967年）

### 登録名
- 南村 不可止 （みなみむら ふかし、1950年 - 1953年）
- 南村 侑広 （みなみむら ゆうこう、1954年 - 1967年）